# Gebäudekomplex Klowskyj Uswis 7
Der Gebäudekomplex Klowskyj Uswis 7 (ukrainisch Житловий комплекс на Кловському узвозі 7/ Schytlowyj kompleks na Klowskomu uswosi 7) ist ein Hochhauskomplex in der ukrainischen Hauptstadt Kiew und seit August 2010 das höchste Gebäude der Ukraine.
Der von 2008 bis 2015 erbaute Wohn- und Bürokomplex liegt auf dem Klowskyj Uswis (Abstieg) Nummer 7 im Rajon Petschersk und besteht aus einem 47 Stockwerke und 168 m hohen Wolkenkratzer, in dem sich 238 Apartments befinden, sowie einem 16 Stockwerke und 58 m hohen Bürogebäude mit 23.920,61 m² Bürofläche.
Während der Bau bei seiner Errichtung seine maximale Höhe erlangte, forderte die UNESCO eine Höhenreduzierung, da das Gebäude den Blick auf das UNESCO-Weltkulturerbe des Kiewer Höhlenklosters verdirbt.